# Goudforel
De goudforel (Oncorhynchus mykiss aguabonita, synoniem: Salmo aqua-bonita) is een ondersoort van de regenboogforel, die voorkomt in bergbeken van de Sierra Nevada. Het gewicht van een volwassen vis is ruim 5 kilogram.
De goudforel heeft een olijf-groene rug en heldere rood overgaand naar goudkleurige zijden en buik. In de paaitijd zijn de kleuren helderder. Het is de kleurigste van de forellen.
Het dier meet maximaal 70 cm en eet schaaldieren en insecten. De paaitijd valt in oktober en november. De biotoop van de goudforel was oorspronkelijk beperkt tot meren en stromen die op hoogten van meer dan 1500 m voorkwamen. Ze zijn later ook in lager gelegen meren geïntroduceerd, maar deze vissen lijken dan bleker te worden.